# داریا نائوماوا
داریا نائوماوا (بلاروسی: Дар’я Сяргееўна Навумава؛ زادهٔ ۲۶ اوت ۱۹۹۵) وزنه‌بردار زن اهل بلاروس است.
وی در مسابقات کشوری و بین‌المللی در مجموع برندهٔ ۱ مدال طلا، ۲ مدال نقره شده‌است.